# 658e Squadron RAF
Het 658e Squadron RAF was een luchtverkenningssquadron (Engels: Air Observation Post squadron) van de Royal Air Force (RAF). Het squadron was gelinkt aan de Britse 21e Legergroep tijdens de Tweede Wereldoorlog. De squadrons No’s 651 – 663 werkten nauw samen met het Britse leger voor luchtverkenningen, artillerieobservatie en verbindingen. De squadrons No’s 664 – 666 waren bemand met Canadees personeel.

## Geschiedenis

### Vorming en inzet

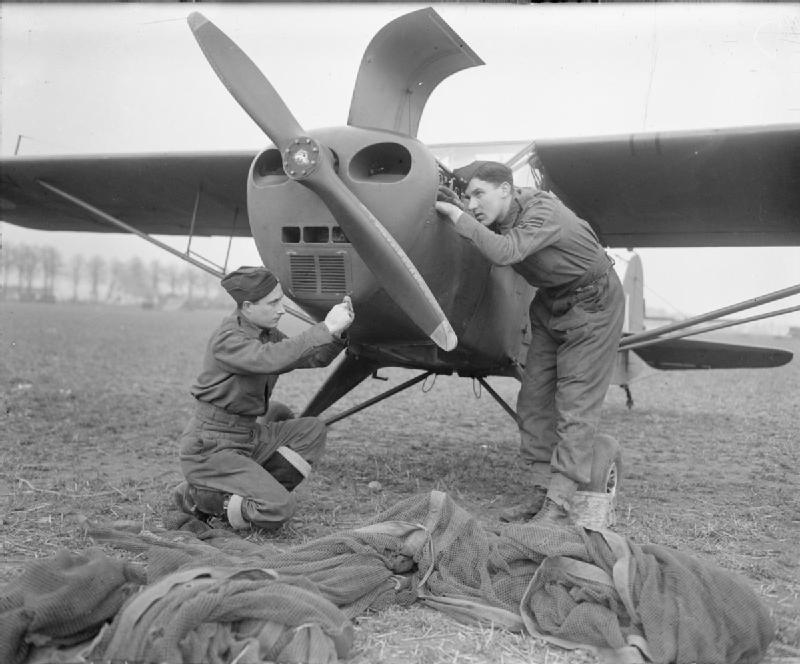
Dagelijkse motorinspectie aan een Auster Mk.IV van het squadron in Materborn

Het 658e Squadron werd gevormd op vliegveld Old Sarum in Wiltshire op 30 april 1943 en werd uitgerust met Taylorcraft Auster III verkenningsvliegtuigen. De taak van het squadron was om samen te werken met de Britse 21e Legergroep. Op 26 juni 1944 verplaatste het squadron zich naar Frankrijk. Hier kwam het squadron in actie in het Normandische bruggenhoofd, vervolgens de uitbraak uit het bruggenhoofd en de opmars door Frankrijk en de Lage Landen en uiteindelijk Duitsland in.
Na afloop van de oorlog, begin juli 1945, ging het squadron terug naar het Verenigd Koninkrijk. In oktober 1945 vertrok het squadron vervolgens naar India, waar het op 15 oktober 1946 ontbonden werd.
Het squadron number werd vanaf 1969 gebruikt door een Brits helikopter squadron, het No. 658 Squadron AAC.

## Vliegtuigen in dienst

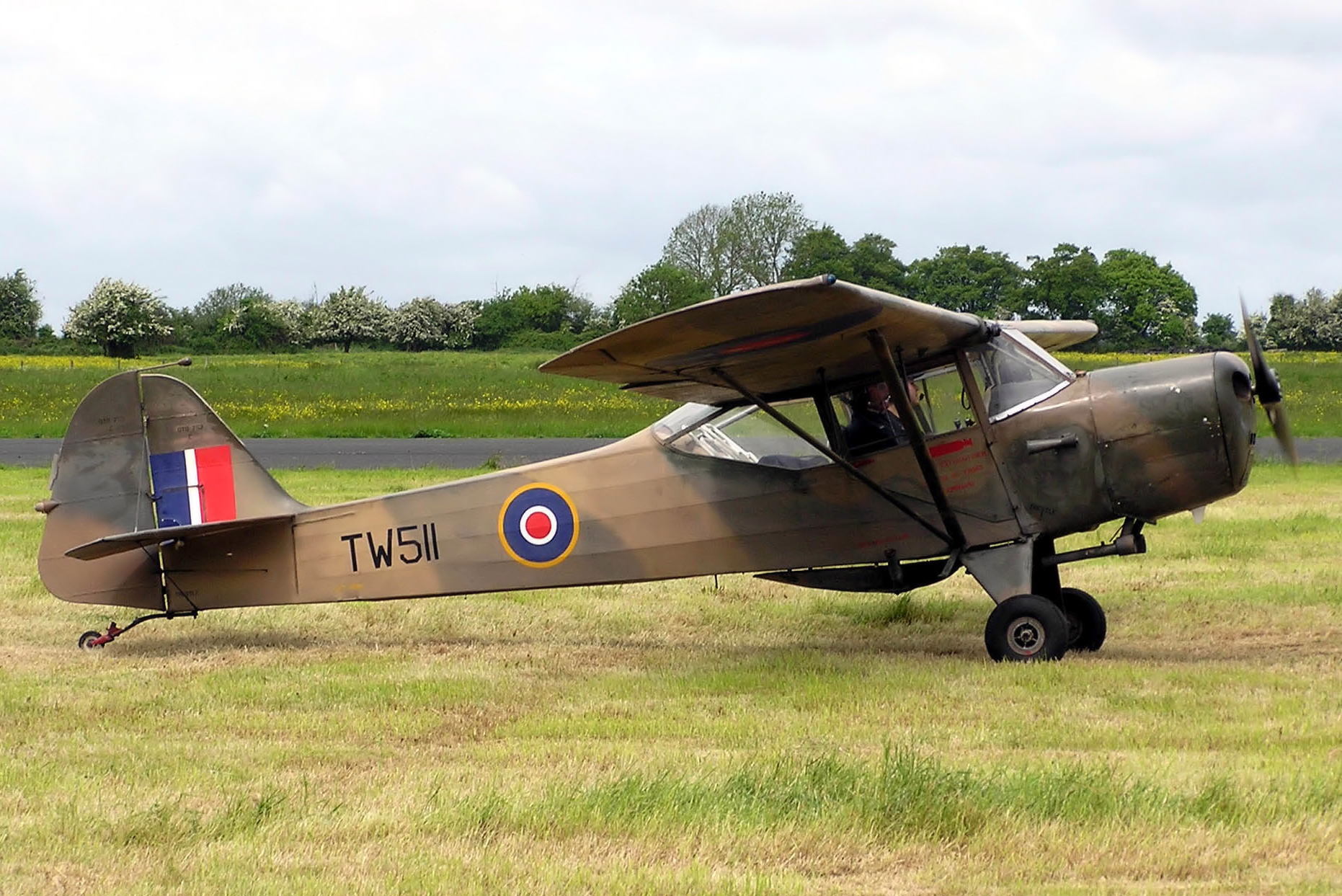
A naoorlogse Auster Mk.V, gerestoreerd in oorlogskleuren

| From          | To             | Aircraft | Variant |
| ------------- | -------------- | -------- | ------- |
| april 1943    | april 1944     | Auster   | Mk.III  |
| maart 1944    | september 1945 | Auster   | Mk.IV   |
| augustus 1944 | september 1945 | Auster   | Mk.V    |
| november 1945 | januari 1946   | Auster   | Mk.V    |
| juni 1946     | oktober 1946   | Auster   | Mk.V    |

## Embleem en merktekens
Er is alleen een niet officieel toegekend embleem bekend bestaande uit een adelaarskop op een bezant gecoupeerd.

Squadroncodes: geen codes bekend
Actieve squadrons:
1 ·
2 ·
3 ·
4 ·
6 ·
7 ·
8 ·
9 ·
10 ·
11 ·
12 ·
13 ·
14 ·
16 ·
17 ·
18 ·
19 ·
20 ·
22 ·
23 ·
24 ·
27 ·
28 ·
29 ·
30 ·
31 ·
32 ·
33 ·
39 ·
41 ·
42 ·
43 ·
45 ·
47 ·
51 ·
54 ·
55 ·
56 ·
60 ·
70 ·
72 ·
78 ·
84 ·
99 ·
100 ·
101 ·
111 ·
120 ·
201 ·
202 ·
207 ·
208 ·
216 ·
230 ·
617 

Inactieve squadrons: 

5 ·
15 ·
21 ·
25 ·
26 ·
34 ·
35 ·
36 ·
37 ·
38 ·
40 ·
44 ·
46 ·
48 ·
49 ·
50 ·
52 ·
53 ·
57 ·
58 ·
59 ·
61 ·
62 ·
63 ·
64 ·
65 ·
66 ·
67 ·
68 ·
69 ·
73 ·
74 ·
76 ·
77 ·
79 ·
80 ·
81 ·
82 ·
83 ·
85 ·
86 ·
87 ·
88 ·
89 ·
90 ·
91 ·
92 ·
93 ·
94 ·
95 ·
96 ·
97 ·
98 ·
102 ·
103 ·
104 ·
105 ·
106 ·
107 ·
108 ·
109 ·
110 ·
112 ·
113 ·
114 ·
115 ·
116 ·
117 ·
118 ·
119 ·
122 ·
123 ·
124 ·
125 ·
126 ·
127 ·
128 ·
129 ·
130 ·
131 ·
132 ·
134 ·
135 ·
136 ·
137 ·
138 ·
139 ·
140 ·
141 ·
142 ·
143 ·
144 ·
145 ·
146 ·
147 ·
148 ·
149 ·
150 ·
151 ·
152 ·
153 ·
154 ·
155 ·
156 ·
157 ·
158 ·
159 ·
160 ·
161 ·
162 ·
163 ·
164 ·
165 ·
166 ·
167 ·
168 ·
169 ·
170 ·
171 ·
172 ·
173 ·
174 ·
175 ·
176 ·
177 ·
178 ·
179 ·
180 ·
181 ·
182 ·
183 ·
184 ·
185 ·
186 ·
187 ·
188 ·
189 ·
190 ·
191 ·
192 ·
193 ·
194 ·
195 ·
196 ·
197 ·
198 ·
199 ·
200 ·
203 ·
204 ·
205 ·
206 ·
209 ·
210 ·
211 ·
212 ·
213 ·
214 ·
215 ·
217 ·
218 ·
219 ·
220 ·
221 ·
222 ·
223 ·
224 ·
225 ·
226 ·
227 ·
228 ·
229 ·
231 ·
232 ·
233 ·
234 ·
235 ·
236 ·
237 ·
238 ·
239 ·
240 ·
241 ·
242 ·
243 ·
244 ·
245 ·
246 ·
247 ·
248 ·
249 ·
250 ·
251 ·
252 ·
253 ·
254 ·
255 ·
256 ·
257 ·
258 ·
259 ·
260 ·
261 ·
262 ·
263 ·
264 ·
265 ·
266 ·
267 ·
268 ·
269 ·
270 ·
271 ·
272 ·
273 ·
274 ·
275 ·
276 ·
277 ·
278 ·
279 ·
280 ·
281 ·
282 ·
283 ·
284 ·
285 ·
286 ·
287 ·
288 ·
289 ·
290 ·
291 ·
292 ·
293 ·
294 ·
295 ·
296 ·
297 ·
298 ·
299 ·
353 ·
354 ·
355 ·
356 ·
357 ·
358 ·
359 ·
360 ·
361 ·
510 ·
511 ·
512 ·
513 ·
514 ·
515 ·
516 ·
517 ·
518 ·
519 ·
520 ·
521 ·
524 ·
525 ·
526 ·
527 ·
528 ·
529 ·
530 ·
531 ·
532 ·
533 ·
534 ·
535 ·
536 ·
537 ·
538 ·
539 ·
540 ·
541 ·
542 ·
543 ·
544 ·
545 ·
546 ·
547 ·
548 ·
549 ·
550 ·
567 ·
569 ·
570 ·
571 ·
575 ·
576 ·
577 ·
578 ·
582 ·
586 ·
587 ·
595 ·
597 ·
598 ·
618 ·
619 ·
620 ·
621 ·
622 ·
623 ·
624 ·
625 ·
626 ·
627 ·
628 ·
629 ·
630 ·
631 ·
635 ·
639 ·
640 ·
644 ·
650 ·
651 ·
652 ·
653 ·
654 ·
655 ·
656 ·
657 ·
658 ·
659 ·
660 ·
661 ·
662 ·
663 ·
664 ·
665 ·
666 ·
667 ·
668 ·
669 ·
670 ·
671 ·
672 ·
673 ·
679 ·
680 ·
681 ·
682 ·
683 ·
684 ·
691 ·
692 ·
695

Commonwealth luchtmachteenheden aangesloten bij de RAF tijdens de Tweede Wereldoorlog

Australië – RAAF: 450 ·
451 ·
452 ·
453 ·
454 ·
455 ·
456 ·
457 ·
458 ·
459 ·
460 ·
461 ·
462 ·
463 ·
464 ·
466 ·
467

Canada – RCAF: 400 ·
401 ·
402 ·
403 ·
404 ·
405 ·
406 ·
407 ·
408 ·
409 ·
410 ·
411 ·
412 ·
413 ·
414 ·
415 ·
416 ·
417 ·
418 ·
419 ·
420 ·
421 ·
422 ·
423 ·
424 ·
425 ·
426 ·
427 ·
428 ·
429 ·
430 ·
431 ·
432 ·
433 ·
434 ·
435 ·
436 ·
437 ·
438 ·
439 ·
440 ·
441 ·
442 ·
443

Nieuw-Zeeland – RNZAF: 75 ·
485 ·
486 ·
487 ·
488 ·
489 ·
490

Squadrons die gevormd zijn voor niet-leden van de Commonwealth tijdens de Tweede Wereldoorlog

Verenigde Staten: 71 ·
121 ·
133 · Polen: 300 ·
301 ·
302 ·
303 ·
304 ·
305 ·
306 ·
307 ·
308 ·
309 ·
315 ·
316 ·
317 ·
318 ·
663 · Tsjecho-Slowakije: 310 ·
311 ·
312 ·
313 · Nederland: 320 ·
321 ·
322 · Frankrijk: 326 ·
327 ·
328 ·
329 ·
340 ·
341 ·
342 ·
343 ·
344 ·
345 ·
346 ·
347 · Noorwegen: 330 ·
331 ·
332 ·
333 ·
334 · Griekenland: 335 ·
336 · België: 349 ·
350 · Joegoslavië: 351 ·
352

Royal Auxiliary Air Force:

Speciale Reserve: 500 ·
501 ·
502 ·
503 ·
504 · Auxiliary Air Force: 600 ·
601 ·
602 ·
603 ·
604 · 
605 ·
606 ·
607 ·
608 ·
609 ·
610 ·
611 ·
612 ·
613 ·
614 ·
615 ·
616